# 岡山県道232号鹿忍片岡神崎線
岡山県道232号鹿忍片岡神崎線（おかやまけんどう232ごう かしのかたおかかんざきせん）は、岡山県瀬戸内市から岡山市東区に至る一般県道である。

## 概要

### 路線データ
- 起点：岡山県瀬戸内市牛窓町鹿忍（鹿忍交差点、岡山県道28号岡山牛窓線交点）
- 終点：岡山県岡山市東区神崎町（岡山県道231号神崎邑久線起点）
- 総延長：約14.5 km

## 地理

### 通過する自治体
- 瀬戸内市
- 岡山市（東区）

### 交差する道路
| 交差する道路                                                                          | 市町村名 | 市町村名 | 交差する場所 | 交差する場所      |
| ------------------------------------------------------------------------------------- | -------- | -------- | ------------ | ----------------- |
| 岡山県道28号岡山牛窓線                                                                | 瀬戸内市 | 瀬戸内市 | 牛窓町鹿忍   | 鹿忍交差点 / 起点 |
| 岡山県道233号宝伝久々井南水門線                                                       | 岡山市   | 東区     | 宝伝         |                   |
| 岡山県道234号東片岡宿毛線                                                             | 岡山市   | 東区     | 東片岡       |                   |
| 岡山県道233号宝伝久々井南水門線                                                       | 岡山市   | 東区     | 南水門町     |                   |
| 岡山県道231号神崎邑久線 岡山市道302000123号神崎町線 岡山市道402443061号西大寺浜64号線 | 岡山市   | 東区     | 神崎町       | 終点              |

### 沿線
- 瀬戸内市立牛窓西小学校（起点付近）
- 鹿忍郵便局
- 千町川